# Mèo đuôi vòng
Mèo đuôi vòng (danh pháp hai phần: Bassariscus astutus) là một loài động vật có vú trong họ Gấu mèo, bộ Ăn thịt. Loài này được Lichtenstein mô tả năm 1827. Tuy rằng loài này có tên gọi là "mèo" nhưng chúng không thuộc họ mèo mà thuộc họ gấu mèo phân bố tại châu Mỹ.

## Hình ảnh

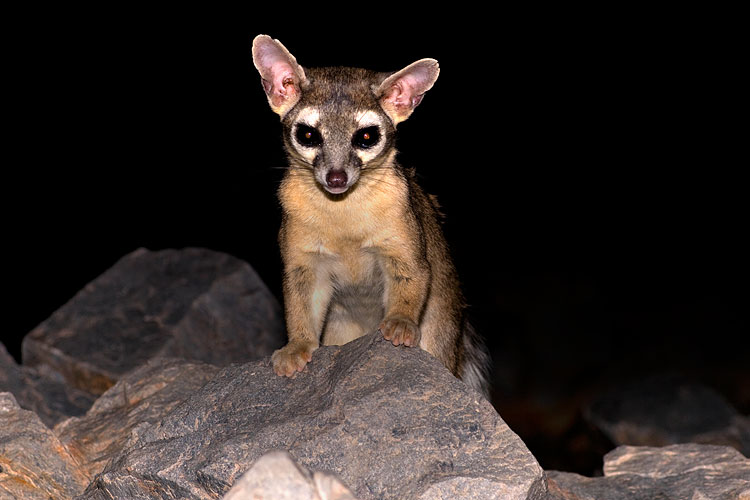
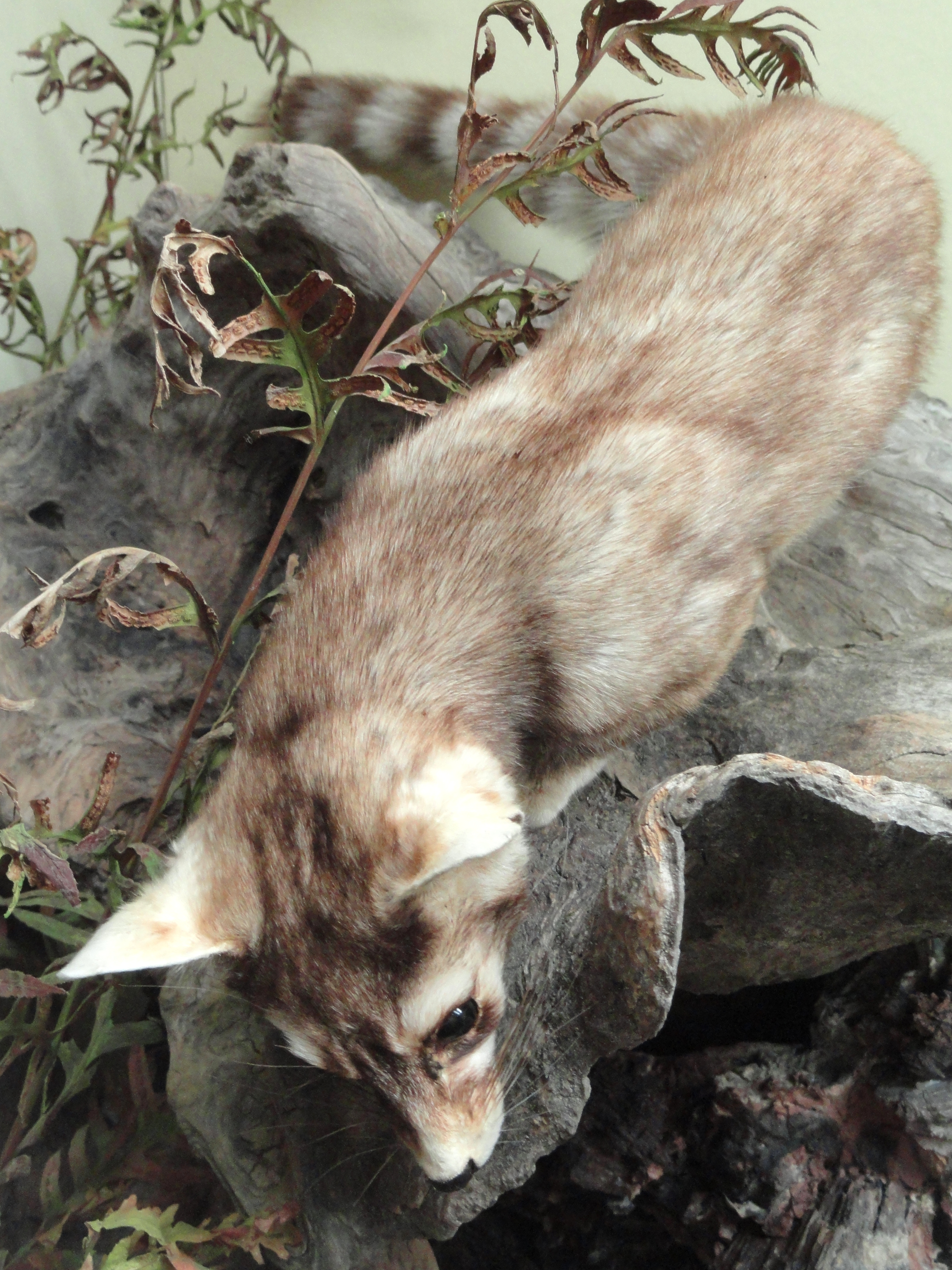
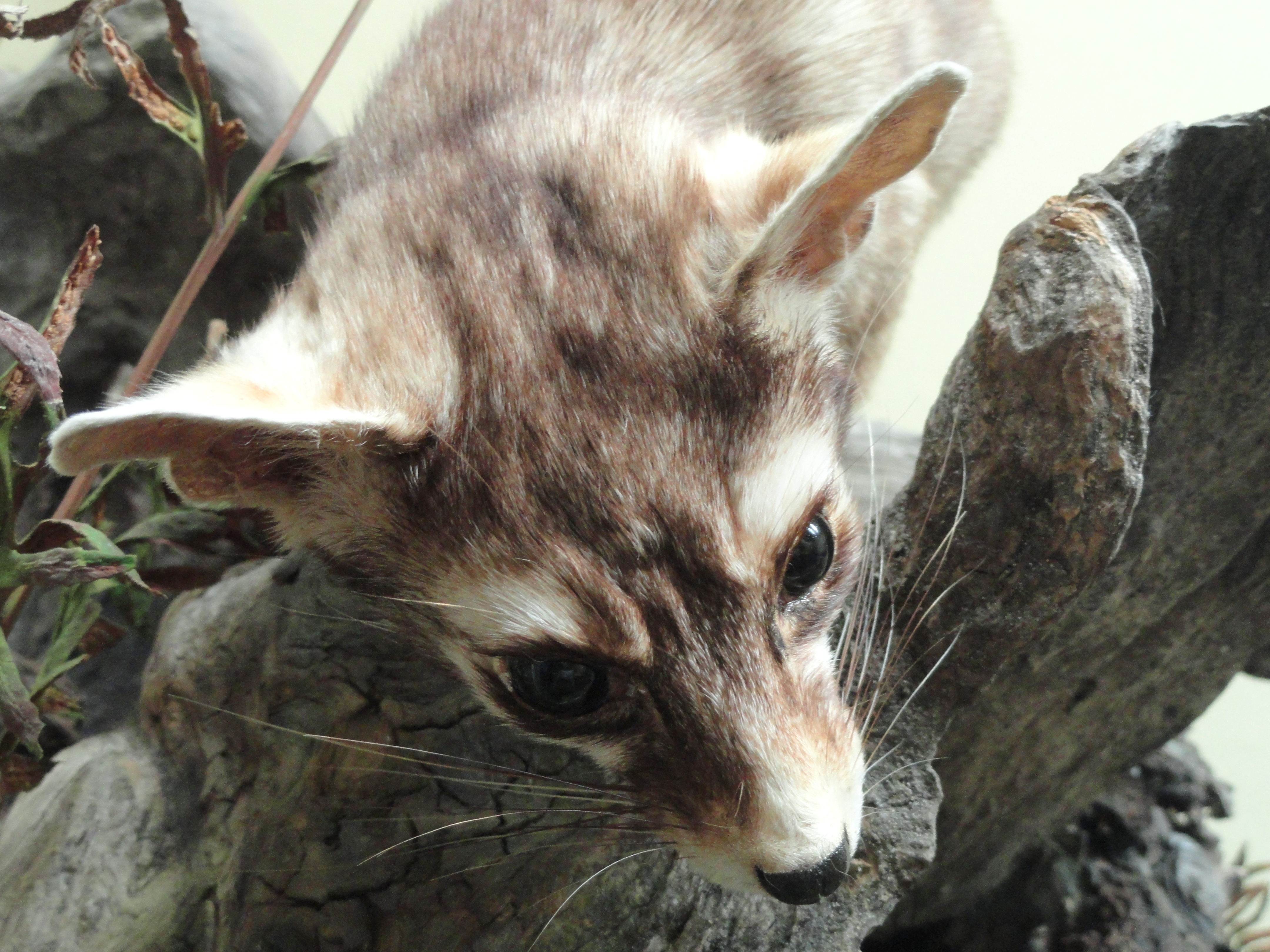